# Château Czuba-Durozier
Pour les articles homonymes, voir Durozier.
Le Château Czuba-Durozier (en hongrois : Czuba-Durozier kastély) est un édifice situé dans le 22e arrondissement de Budapest. 